# Хрлица
Хрлица (слч. Hrlica) насељено је мјесто са административним статусом сеоске општине (слч. obec) у округу Ревуца, у Банскобистричком крају, Словачка Република.

## Становништво
| Година:    | 1994. | 2004.    | 2014.   | 2024.    |
| ---------- | ----- | -------- | ------- | -------- |
| Број људи: | 102   | 79       | 82      | 55       |
| Разлика:   |       | -22,54 % | +3,79 % | -32,92 % |

| Година:    | 2023. | 2024.   |
| ---------- | ----- | ------- |
| Број људи: | 56    | 55      |
| Разлика:   |       | -1,78 % |

Према подацима о броју становника из 2011. године насеље је имало 85 становника.